# Filialkirche Neustift an der Lafnitz
Die römisch-katholische Filialkirche Neustift an der Lafnitz steht in der Marktgemeinde Neustift an der Lafnitz im Bezirk Oberwart im Burgenland. Die dem Patrozinium Heiliges Kreuz unterstellte Filialkirche gehört zum Dekanat Pinkafeld in der Diözese Eisenstadt.

## Beschreibung
Die ehemalige Kapelle Hl. Kreuz wurde um 1860 erbaut. Die Kapelle war ein kleiner Rechteckbau mit einer Halbkreisapsis mit einem zweigeschoßigen dachreiterartigen Glockentürmchen. Der eineinhalbjochige Saalraum war mit einer flachen Tonne überwölbt. Im Altarraum unter einer Flachdecke befand sich ein nazarenisches Bild mit einer Kreuzigung Christi aus der Mitte des 19. Jahrhunderts.
Die neue Filialkirche wurde von 2010 bis 2013 erbaut. Der schlichte, glatt verputzte Saal über einem rechteckigen Grundriss hat einen geraden Chorabschluss und ist mit einem Pultdach gedeckt. Der nördlichen Längsseite vorgelagert ist ein portikusartiger Vorbau, in dem sich das Portal zur Kirche öffnet. Dicht neben dem Portikus erhebt sich ein freistehender Glockenturm. Die Schallfenster in der Glockenstube haben die Form einer stilisierten Arkade mit einer Glocke, überdacht von einem Dreiecksgiebel.
In der Altarwand öffnet sich ein hohes Fenster in der Form eines Lateinischen Kreuzes, das gelb und weiß verglast ist.
Das alte Altarbild mit der Kreuzigungsgruppe ist heute an der dem Portikus gegenüberliegenden Längswand installiert. Auch eine Marienstatue und eine Glocke wurden von der alten Kapelle übernommen. Der schlichte, freistehende Altartisch mit einem Relief des letzten Abendmahls und der Kreuzweg, geschaffen vom Bildhauer Thomas Resetarits aus Wörterberg, wurden aus dem aufgelassenen Burgenländischen Priesterseminar hierher übertragen. Eine zweite Glocke wurde für den Neubau hinzugekauft und am Tag der Kirchweih ebenfalls eingeweiht.